# 三ツ沢公園球技場
三ツ沢公園球技場（みつざわこうえんきゅうぎじょう）は、神奈川県横浜市神奈川区の三ツ沢公園内にある球技場。施設は横浜市が所有し、横浜市緑の協会・スポーツ協会グループが指定管理者として運営管理を行っている。
横浜市金沢区に本社を置く自動車部品メーカーの日本発条が命名権（ネーミングライツ）を取得しており、2008年3月から「ニッパツ三ツ沢球技場」（ニッパツみつざわきゅうぎじょう、略称「ニッパツ」）の呼称を用いている（詳細は後述）。

## 概要
1955年の第10回国民体育大会（神奈川国体）に備えて整備された球技場で「日本におけるサッカー専用スタジアムのはしり」という言及がなされている。
日本プロサッカーリーグ（Jリーグ）、日本フットボールリーグ、ジャパンラグビートップリーグや全国高等学校サッカー選手権大会やその神奈川県大会決勝、全国高等学校ラグビーフットボール大会の神奈川県大会決勝などでも使用されている。Jリーグでは横浜FCがホームスタジアムとして登録しているほか、横浜F・マリノス（合併前の横浜マリノス・横浜フリューゲルスを含む）がホームゲームを多く開催している。また、日本フットボールリーグでは横浜スポーツ&カルチャークラブも使用している。

## 歴史

### 開場から1998年まで
三ッ沢球技場は、第二次世界大戦で荒廃した戦後、横浜市民のスポーツ振興とサッカーの普及、及び各都市との親睦と交流を目的に1955年（昭和30年）の第10回国民体育大会の神奈川県開催に合わせて、1951年（昭和26年）に着工、1955年に完成した。1964年の東京オリンピックサッカー競技開催に当たり、1921年の第5回極東選手権で日本代表（当時の名称は全日本）主将を務めた佐藤實横浜サッカー協会第3代会長が、代表メンバーの一人だった野津謙日本サッカー協会会長に働きかけ、飛鳥田一雄横浜市長らの多くの人々の尽力があり、三ッ沢球技場開催に漕ぎつけた。1964年10月11日に行われたイラン対ドイツの一戦には、サッカーが不人気な時代に、1万3,000人が詰めかけた。オリンピックでは、横浜の男の子はサッカー、女の子は横浜文化体育館が会場の一つだったバレーボールに夢中になった。こうした先人たちのサッカーへかける情熱がなければ、今日の神奈川県のサッカー隆盛はなかっただろうとも言われる。
その後は日本サッカーリーグ(JSL)で古河電気工業サッカー部、日産自動車サッカー部、全日空横浜サッカークラブなどが試合を開催した。これ以外でもアマチュアサッカーやラグビーの試合で頻繁に使用され、同球技場は神奈川県や東日本でのサッカー・ラグビー大会の開催地として重用された。
1991年にJリーグの発足と横浜マリノス（前身は日産自動車）・横浜フリューゲルス（同全日空横浜）の参加が決まると、横浜市内を本拠地 とする両チームのホームスタジアムとして三ツ沢球技場が選定され、当時のJリーグ（現在のJリーグ ディビジョン1（J1））規格を満たす約15,000人を収容できるスタジアムとして、リーグ発足の1993年に増築された。

三ツ沢球技場は1998年3月には同年10月の第53回国民体育大会（かながわ・ゆめ国体）の主会場として、かつ2002年6月の2002 FIFAワールドカップ（W杯日韓大会）の開催予定地として横浜国際総合競技場（2005年から「日産スタジアム」）が完成したのに伴い、マリノス・フリューゲルス両チーム共に2つのスタジアムを併用する体制となった。1998年は国体開催に向けた芝生保護や各種準備の関係で横浜国際での試合開催が制限され、三ツ沢球技場での開催が半数近くに及んだが、10月になって同年限りで両チームが合併することが発表され、サポーターからの強い反発を呼んだ。11月7日、三ツ沢で開催されたフリューゲルスのJリーグ最終主催試合ではゲルト・エンゲルス監督や選手達が合併反対の意思を表明し、エンゲルス監督は観客席のサポーターに対して日本語でチームの救援と存続を訴えたが、これは叶わなかった。

### 1999-2007年
1999年、前項で述べた合併により横浜F・マリノス（横浜FM）が発足し、国体終了に伴い横浜国際の使用制限も解除されると、同年の横浜FM主催試合はJリーグカップ（ヤマザキナビスコカップ、ナビスコ杯）を含めて三ツ沢では1試合もなかった。2000年以降は2002年W杯や2001年開催のコンフェデレーションズ杯の準備のために横浜国際の使用が再び制限され、かつ観客動員が少ないと見込まれる水曜開催のリーグ戦やナビスコ杯などで三ツ沢での開催例が復活したが、年間席（シーズンチケット）販売の増加を含め経営規模の拡大が必要な横浜F・マリノスにとって1万5千人規模の三ツ沢は小さすぎ、大半の主催試合は横浜国際 で行われるようになった。2007年に行われた横浜ダービー（後述）でもF・マリノス主催試合は日産スタジアムで行われた。
但し現在も三ツ沢球（ニッパツ）を、マリノスは平日開催が多いJリーグカップの予選リーグ、およびリーグ戦においても日産Sの芝生の保護・管理のため春・秋の年3-4試合程度は開催されている他、神奈川県サッカー協会が主管となる天皇杯では現在に至るまでF・マリノスの初戦が概ね行われている。
一方、フリューゲルスの存続を求めたサポーターの活動から1999年に発足し、奥寺康彦をゼネラルマネージャーに迎えた横浜FCは、元フリューゲルス関係者と共に「聖地」三ツ沢への思い入れが強く、かつF・マリノスと比較して小規模な経営が必要だった事情もあり、三ツ沢球技場を中心とした試合開催を進める事になった。年明けの日本フットボールリーグ(JFL)参加が決まり、競技場確保が難航した1999年は12試合中3試合のみだったが、2000年以降は三ツ沢球技場での主催試合開催が安定して行えるようになり、2001年のJ2参入後も変化はなかったが、2002年はW杯の練習会場で三ツ沢球技場が指定されたため、三ツ沢陸上競技場での試合開催も行われた。2006年には横浜FCがJ2優勝とJ1昇格を決めた後の最終戦が三ツ沢球技場で行われ、城彰二の引退セレモニーも合わせて開催された。
2007年、J1に昇格した横浜FCは経営上の判断もあり、三ツ沢球技場での主催をJ1リーグ17試合中9試合に抑え、ホーム開幕戦となった横浜FM戦（横浜ダービー）では三ツ沢開催にこだわったものの、一方でシーズン最終戦を含む6試合を準本拠地の位置づけで日産スタジアムで開催した（残り2試合は国立）。横浜FCはホーム開幕戦とシーズン最終戦では勝利したが、年間成績では18チーム中最下位に終わり、翌年からのJ2降格が決まった。
2003年、日本の社会人ラグビーの全国リーグとしてジャパンラグビートップリーグが開始されると、三ツ沢球技場はその試合会場の一つとして使用されるようになった。以後、ほぼ全てのシーズンで年1-2試合が開催されている。

### 2008年以降
横浜FCは2007年シーズンこそ日産スタジアムと併用する状態であったが、以降は日産スタジアムの使用は2008-2010年までの各1試合のみとなり、本拠地登録も当球技場に一本化された。一方、横浜F・マリノスはJ1リーグ戦の3試合 とナビスコ杯の2-3試合 をニッパツ三ツ沢球技場で行うが、主な試合会場は日産スタジアムであり、試合数からも「横浜F・マリノス＝日産、横浜FC＝ニッパツ三ツ沢」の住み分けが事実上成立している。
2009年、横浜市は当球技場の改修に着手し、2010年のJリーグ開幕前に竣工させた。総工費3億2800万円 の同工事により、収容人員で1万5400人となり、Jリーグが定めたJ1規格を満たした。これにより、横浜FCが将来J1に復帰しても三ツ沢をそのままメインスタジアムとして使用できる体制が整った。
一方、全日空横浜クラブの元選手により1986年に発足した横浜スポーツ&カルチャークラブ（Y.S.C.C. / YS横浜）は関東サッカーリーグ以降当球技場でホームゲームを開催しており（JFLでは神奈川県立保土ヶ谷公園サッカー場と併用）、J3リーグ発足時以降は当球技場をホームスタジアムとして登録。Jリーグ3クラブのホームスタジアムとなった。なお、横浜F・マリノスは2016年以降、本拠地登録を日産スタジアムに一本化しているが、リーグカップ戦を中心に主催試合を開催することがある。
2021年にジャパンラグビートップリーグがジャパンラグビーリーグワンに改称。（D1は1シーズンにつき16試合開催）以後、横浜キヤノンイーグルス主催試合が5試合程組まれている。（残りは秩父宮・大分）
老朽化が進んでいること及びJリーグ基準を満たしていないことから、横浜市は2022年に三ッ沢公園内の別の位置に新スタジアムを建設する基本構想案を策定、2025年には陸上競技場がある場所に新スタジアムを建設して陸上競技場は泉区に新設する再整備基本構想の見直し案をまとめた。新スタジアムは1万5千～2万5千人規模を想定している。

### 年表
- 1955年：第10回国民体育大会（神奈川国体）に備えて、日本におけるサッカー専用スタジアムのはしりとして建設。
- 1964年：東京オリンピックサッカー競技の会場として使用。
- 1965年：日本サッカーリーグ(JSL)開始。以後、古河電気工業サッカー部、日産自動車サッカー部、全日空横浜サッカークラブなどが同球技場で公式戦主催試合を開催。また、神奈川県や東日本でのサッカー・ラグビー大会の開催地として重用された。
- 1991年：Jリーグ発足と共に横浜マリノス、横浜フリューゲルスのホームスタジアムとして登録。
- 1993年：Jリーグ（現在のJリーグ ディビジョン1（J1））規格を満たす約15,000人収容とするため、増築。
  - 5月16日：1993年Jリーグ開幕節が同球技場で開催され、フリューゲルスが清水エスパルスに勝利（3-2）。なお、三ツ沢球でのJリーグ初得点者は、フリューゲルスのアンジェロ・カルロス・プレッティである。
  - 5月19日：マリノスのJリーグ加盟後、初めての三ツ沢球でのホームゲームが開催（ガンバ大阪戦、1-0で勝利）。
  - 6月12日：マリノスとフリューゲルスにより初めての横浜ダービーが開催（マリノスが主催、3-2でマリノスが勝利）。
- 1998年
  - 1月24日：第53回国民体育大会（かながわ・ゆめ国体）が開催され、三ツ沢球では主にラグビー競技が行われた。
  - 横浜国際総合競技場の完成に伴い、マリノス・フリューゲルス共に三ツ沢球技場との2つをホームスタジアムとして登録。
  - 11月17日：マリノスへの合併が決まったフリューゲルスのJリーグ最終主催試合が開催（アビスパ福岡戦、2-1で勝利）。
  - 12月13日：マリノスが同競技場で第78回天皇杯3回戦を行い、ブランメル仙台に0-1で敗退した。合併前の最終試合となった。
- 1999年
  - 5月3日：同年に発足した横浜FCの初めての三ツ沢球でのホームゲームが開催（水戸ホーリーホック戦、4-1で勝利）。
- 2000年
  - 4月5日：マリノスとフリューゲルスが合併して発足した横浜F・マリノスの初めての三ツ沢球でのホームゲームが開催（ヴィッセル神戸戦、1-0で勝利）。
- 2001年
  - 3月17日：横浜FCのJリーグ加盟後、初めての三ツ沢球でのホームゲームが開催（ベガルタ仙台戦、2-1で勝利）。
- 2003年
  - 11月8日：ジャパンラグビートップリーグの2003-2004シーズンで、リーグ戦第3節で三ツ沢球技場が使用（ホームのNECグリーンロケッツが福岡サニックスボムズ(現・宗像サニックスブルース）に64-5で勝利）。同年に創設された同リーグが初めて三ツ沢で行われる。
- 2006年
  - 12月2日：J2リーグ第52節（最終節、横浜FCが愛媛FCに2-0で勝利）。試合後、横浜FCのJ2優勝セレモニーと、城彰二の引退セレモニーを開催。
- 2007年
  - 3月10日：J1リーグ第2節、F・マリノスと横浜FCの初めての横浜ダービーが開催（横浜FC主催、1-0で横浜FCが勝利）。
- 2008年
  - 3月1日：日本発条が命名権を取得し、「ニッパツ三ツ沢球技場」へ名称を変更。
- 2010年
  - 3月7日：J2リーグ第1節、横浜FC - ギラヴァンツ北九州戦を開催（2-0で横浜FCが勝利）。スタジアム改修後の初試合。
- 2012年
  - 3月18日：同年にJFLへ昇格した横浜スポーツ&カルチャークラブ（Y.S.C.C.横浜）が初めて同球技場でのJFL主催試合を開催（AC長野パルセイロ戦、1-2で敗北）。
  - 11月18日：同年より実施されたJ1昇格プレーオフに4位で進出した横浜FCが、同球技場にて準決勝を開催(ジェフユナイテッド千葉戦、0-4で敗退。)
- 2013年
  - 3月1日：日本発条による命名権取得が3年間延長され、2016年2月29日まで「ニッパツ三ツ沢球技場」の名称が維持される。
- 2014年
  - 3月9日：Y.S.C.C.（同年からYS横浜の呼称を使用）主催試合として、初めて同球技場でJ3リーグの試合が開催（YS横浜－ブラウブリッツ秋田戦、1-1で引き分け）。
- 2025年
  - 3月9日：同年にJFLでのスタートとなった（Y.S.C.C.横浜）が同球技場でのJFL主催試合を開催（Honda FC戦、0-0で引き分け）。

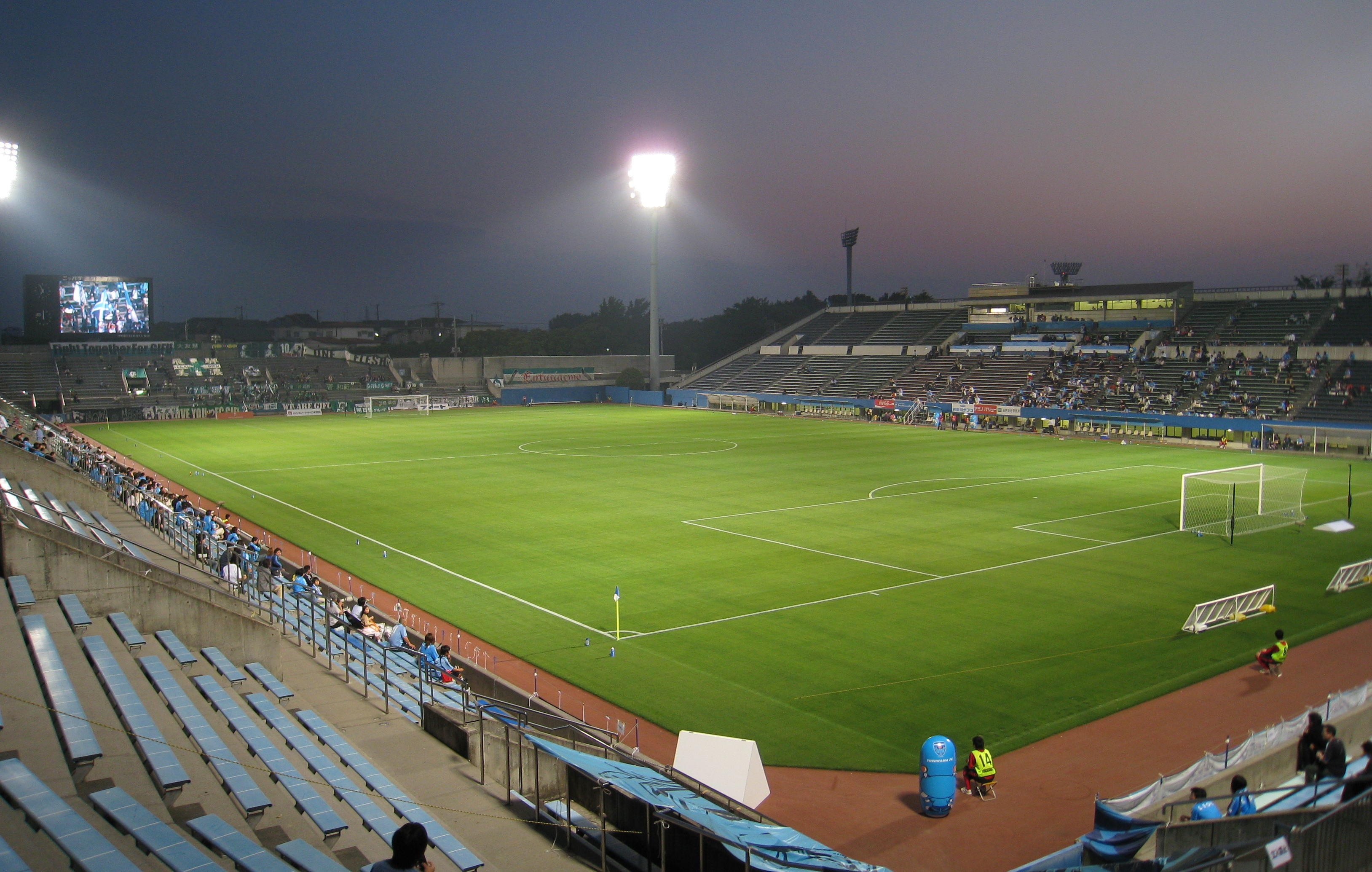
夜間開催時のニッパツ三ツ沢球技場。バックスタンドのホームゴール裏コーナー付近から（2009年J2第16節：横浜FC－FC岐阜）

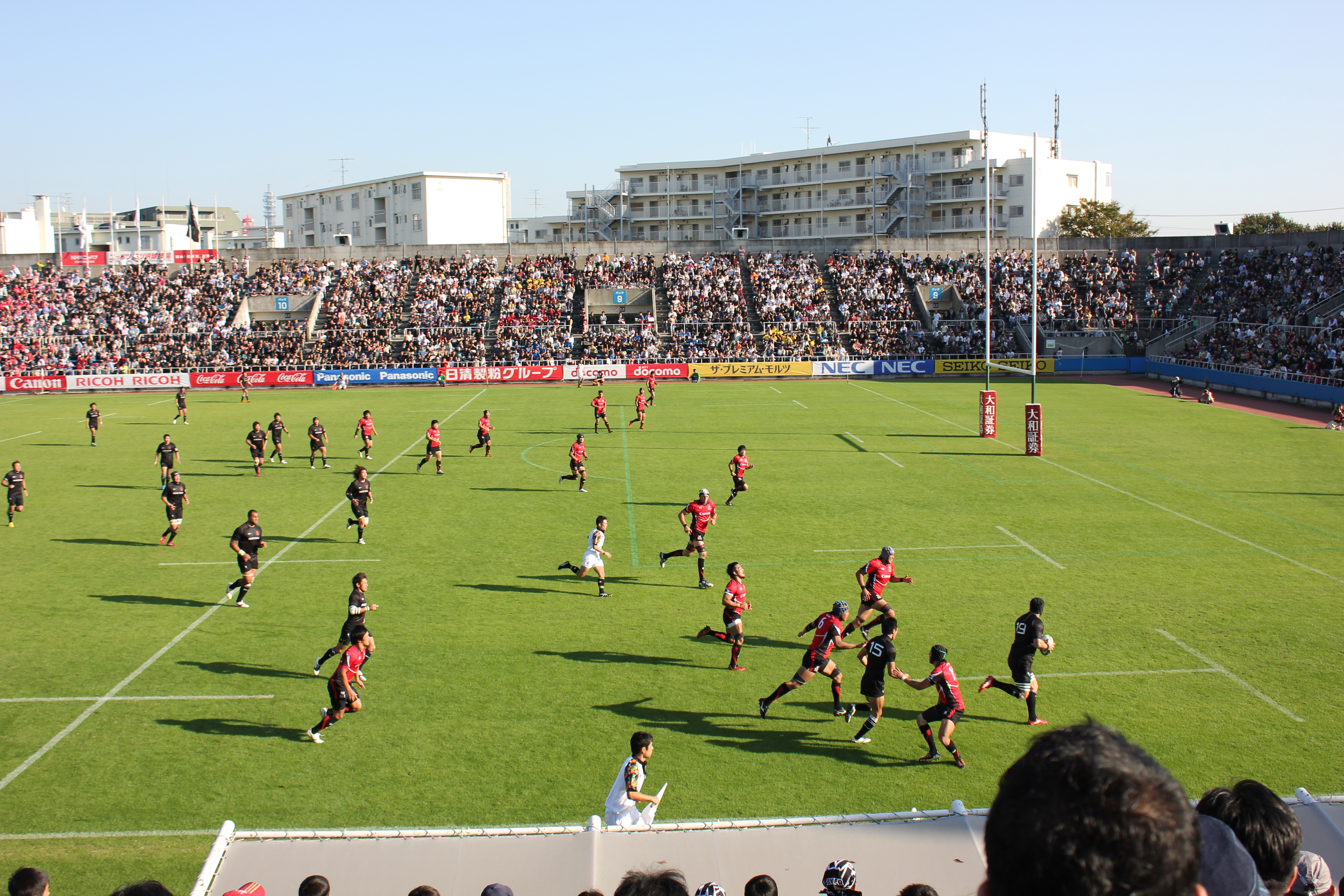
ジャパンラグビートップリーグ開催時のニッパツ三ツ沢球技場。メインスタンドから。 2012年キヤノンイーグルス－リコーブラックラムズ戦

## 施設概要
- 照明設備：4基 (鉄塔式)
  - 各照明装置には、落雷抑制システムズ社の落雷抑制装置が設置されており、ピッチ上に落雷する確率を低減させている。
- スコアボード：大型映像装置 (2008年より使用)
- 収容人員：15,454人（メインスタンド5,580人（車いす席20）、バック・サイドスタンド9,874人（車いす席10））

### 電光掲示板
- 1993年のJリーグ開幕時に、これまでの白色電球のものを4色磁気反転型の電光板（左記2つはいずれもフリーボード形式）に変更。
- 2008年に、それまで使用されていた電光板が老朽化・保守部品の製造終了に伴い撤去された。新しいスコアボードは2006年の初期段階の計画では電気系統の大工事を行わなくて済むようにそれまでと変わらない位置（ホーム側ゴール裏席上段）に設置予定であったが、当時の横浜FC運営担当が横浜サッカー協会に掛け合い、ホーム側ゴール裏席から見やすいように以前とは反対のアウェイ側ゴール裏席上に設置されている。
- 旧電光板のあった箇所は、球技場命名権を取得した日本発条（NHKニッパツ）の広告横断幕が取り付けられている。

### スタンド
- 2009年から2010年にかけて行われた同球技場の改修ではスタンドの外装や内装の改修が行われた。この際、横浜FCからスタンドのベンチ席を全部個別席にするなどの提言が出され[7]、収容人員は15400人となって、収容人数1万5千人以上や全席個別化などのJ1規格を満たした。
- また、横浜フリューゲルスの再建を目的として1999年に設立されていた「フリューゲルス再建基金」から、横浜FC（横浜フリエスポーツクラブ）への融資として使用された分を除く3700万円が横浜市に寄付されてニッパツ三ツ沢球技場の観客席の増設（約2200席分）に使われ、一般客メインゲート脇の柱に銘板が設置された[8]。
- 但し、JリーグライセンスではB等級であるスタンドの屋根（全体の3分の1以上を覆うことを推奨）が設置されていない。（後述）
- 同球技場ではラグビーも開催するため、サッカー専用スタジアムと比較すると横幅が長く取られている。そのため、サッカーの試合ではゴール裏とスタンドの距離がやや離れる。
- YS横浜の主管試合を開催する場合は原則としてメインスタンドとサイドスタンドのみの解放である。

### 天然芝
- 1993年のリーグ戦では常緑の天然芝を保つことができたものの雨天時などでは水浸しになるなど選手のプレー面での危険性が危惧されたことなどから、1994年にグラウンドの水はけの改良を含めた全面的な芝の張替え作業を行った。
- 同年9月、問題となった芝生を剥がして福岡ドームでサッカー・ラグビーの試合を開催することを念頭に設計されたパレット式天然芝（詳細説明はビッグエッグターフの項を参照されたい）を購入しそれを敷き詰める応急処置を施し公式戦を開催した。その後、Jリーグは1994年アジア競技大会（広島アジア大会）の開催時期でもあったため1ヶ月の中断期間があり、その間に芝生の張替えを検討したが、結局新規の張替えではなくパレット天然芝を直接地面に根付かせる形で養生しJリーグの再開に間に合わせた。

## 命名権
| 命名権による呼称     | 契約企業 | 契約料年額（万円）                                                                                  | 契約期間                   |
| -------------------- | -------- | --------------------------------------------------------------------------------------------------- | -------------------------- |
| ニッパツ三ツ沢球技場 | 日本発条 | - 7,000（2008年度） - 6,500（2009年度） - 6,500（2010年度） - 6,000（2011年度） - 5,500（2012年度） | 2008年3月1日-2013年2月28日 |
| ニッパツ三ツ沢球技場 | 日本発条 | 4,000                                                                                               | 2013年3月1日-2016年2月29日 |
| ニッパツ三ツ沢球技場 | 日本発条 | 4,000                                                                                               | 2016年3月1日-2021年2月28日 |
| ニッパツ三ツ沢球技場 | 日本発条 | 4,000                                                                                               | 2021年3月1日-2026年2月28日 |

### ニッパツ三ツ沢球技場
2007年にネーミングライツ導入が決定され、ばね製造の日本発条が命名権を取得し、2008年3月より愛称が「ニッパツ三ツ沢球技場」、略称が「ニッパツ」「ニッパツ球技場」となった。契約期間は2013年2月末までの5年間、契約料は年額8,000万円を基本とし、その後各年度毎の「年度別契約」により年額を確定させる。これに伴い2008年度は年額7,000万、2009年度と2010年度は6,500万円、2011年度は6,000万円、2012年度は5,500万円となっていた。2013年からの再契約では年間4000万円となり、契約期間も3年間に短縮された。
2013年から3年契約、2016年から5年契約と更新されており、現在の契約は2026年2月28日まで。
Jリーグにおける英語表記は、日本発条の英称「NHK Spring」を用いて "NHK Spring Mitsuzawa Football Stadium"となっている。なお、Jリーグ公式ウェブサイトでは元々略称表記を「ニッパ球」としていたが、2015年より「ニッパツ」に改めている。この理由について同球技場を本拠とする横浜FCは、横浜市内に ニッパ という会社があり、ネーミングライツにおいて支障をきたしており、混乱を招く一因となっていたためとしている。

## アクセス

### 鉄道・バス
- 横浜市営地下鉄ブルーライン・三ツ沢上町駅より徒歩15分[14]。
- 横浜駅西口6-10番バス乗り場より横浜市営バス・相鉄バスで「三ツ沢総合グランド入口」下車、徒歩2分[15] または5分[14]。
- 横浜駅西口から徒歩25-30分[16]

### 自動車等
- 首都高速神奈川2号三ツ沢線 三ツ沢出入口および第三京浜道路 保土ケ谷IC（三ツ沢出入口）からすぐ[14]。
  - 県道横浜生田線沿い。
  - 球技場専用の駐車場はなく、三ツ沢公園の共用駐車場を利用することになるため、各公式サイトでは車での来場を控えるよう呼びかけている[14][15]。

## 改修構想
スタジアムのキャパシティーは前述したとおりJ1基準の15000人を満たしているが、Jリーグクラブライセンス制度「B等級」 の条件である「観客席の3分の1相当に屋根を敷設すること」と、「トイレ（洋便器）を一定数確保すること」の条件を満たしていない。本球技場の場合、屋根は全く設置されておらず、トイレは最低限（収容人員1000人当たり、洋便器5台・男性の小便器8台）の3割ほどしか満たせていないという。同様の事例は全国に存在するが、2014年の時点でも横浜市からは改善案が示されておらず、当時のJリーグ専務理事の大河正明は「改修できないのなら、新スタジアムの構想を含めて考えてもらわないといけない」との指摘があった。これに対し、球技場を管理する横浜市環境創造局は、屋根の敷設には建設費が高額になるうえ、公園利用への影響も大きいとして「Jリーグ側の要望も高まっていることは理解できるが、一つの部署で決められるものではない」としており、整備の見通しは示していなかった。
2019年12月、横浜FCが2020年J1に昇格するにあたって、当時の横浜市長・林文子を表敬訪問した際、三浦知良が「雨の日はサポーターがびしょ濡れになるので、そこを協力してもらえれば」と、客席の屋根敷設を要望した。その後、林は2020年度横浜市予算案に改修調査費を盛り込むことを明言している。改修検討は2020年度から2021年度にかけて継続して行われているが、横浜市会の予算第2特別委員会の質疑で、市当局者が「既存のメインスタンドに屋根だけを掛ける方法は困難」なため、「メインスタンドの建て替えや球技場全体の建て替えなど幅広く検討していく必要がある」と答弁した上で、小林一美副市長が「（三ツ沢）公園全体のリニューアルも含め、さまざまな選択肢を幅広に検討していきたい」と述べている。
2022年6月1日、横浜市は横浜市会の常任委員会に「三ツ沢公園球技場を含む公園の再整備に向けた基本的な考え方（案）」を提示し、三ツ沢公園内に新たな球技場を建設する方針を示した。現在の球技場の敷地で建て替えた場合、屋根を設けると日照の時間が少なくなり芝生の生育の観点から球技場の稼働も減ることから、三ツ沢公園の施設全体の見直しを踏まえるもので、三ツ沢公園内にある補助陸上競技場、青少年野外活動センター、第2テニスコートなどの敷地に新たな球技場を建設した上で現在の球技場も活用し（補助陸上競技場は現位置付近に再整備しテニスコートは第3テニスコートで増設の予定）、他の老朽化した施設のリニューアルを含めた公園の再整備を行うこととしている。建設費については、横浜市会の常任委員会における環境創造局の答弁で「構想段階であり、（費用の）具体化には至っていない。他都市の事例を見ても球技場建設は大きな事業のため、いろいろな意見を伺いながら進めていきたい」としている。
2022年10月14日、横浜FCの親会社であるONODERA GROUPが、前述の「三ツ沢公園球技場を含む公園の再整備に向けた基本的な考え方（案）」に呼応して、同社が事業主体となって三ツ沢公園内に新球技場を整備し、完成後に横浜市に寄付するという事業提案を行ったことを公表した。寄贈条件として「新スタジアムの施設名称を『ONODERAスタジアム』とすること」「（指定管理者として） 60年間の管理運営をONODERA GROUPまたは子会社が行うこと」「管理運営期間中の使用料・賃貸料を無償とすること」等を合わせて提案したという。しかしその後の検討の結果、法規制や事業採算性などの面で事業提案の内容を実現させることが困難だとして、2023年6月23日付でONODERA GROUPがこの提案を取り下げたことを表明した。

## 横浜市民病院の移設
横浜市は、三ツ沢公園に隣接した横浜市立市民病院の施設が老朽化し、原位置での改築が困難なことから移転計画策定を行い、その有力候補地として、球技場に隣接した軟式野球場および古河電気工業所有地（当時は同社の社宅が存在）が挙げられたことが明らかになった。病院側としては、「現在地から約500mの移動で済む」「横浜駅からより近くなり、交通の利便性が高まる」「病院と公園が一体となった災害対策機能の向上が図れる」ことを移転候補地とした理由として掲げている。同球技場を本拠地とするYSCC横浜の理事長・吉野次郎は「ニッパツ球技場は横浜市内のサッカーの聖地であるのに、わざわざそこに病院を移設する狙いがなぜあるのか」とする疑念を抱いており、「（病院が球技場の近くに移転することが）決まった以上は、球技場と病院が共存していく形をとるしかない。球技場に屋根を付けたり、患者さんが試合を観戦できる部屋を整備するなどの改修が必要ではないか」と述べている。一方の市民病院を運営する横浜市病院経営局もこの反対意見を受け止めてはいるが、「サッカーは週末開催がほとんどであるため、平日の外来とは重ならない。病院の施設についても、建物構造や設備で防音対策を取る」としている。
2014年9月に策定された「横浜市立市民病院再整備基本計画」では、軟式野球場及び古河社宅跡地への新築移転を前提に、スポーツ観戦などによる歓声等の対策として、外壁はコンクリート厚15cm以上を確保し、窓は開口面積の調整や遮音性能の高いサッシ等による減音を施すとしている。一方、具体策については触れられていないものの、「適切な療養環境を維持しつつ試合観戦にも影響が出ないように配慮していきます」と説明している。
2020年5月1日にスタジアムのバックスタンド裏に横浜市立市民病院が移転開院した。

## その他
- 同じ三ツ沢公園内にある陸上競技場（約1万人程度収容。2002 FIFAワールドカップの練習会場として使用された関係で、ナイター設備を設置）でもサッカーの試合が開催されており、Jリーグでは2002年に横浜FC（J2）、2014年にはYS横浜（J3）のそれぞれ一部主催試合が催された。
- 加山雄三主演のレッツゴー!若大将（1967年・東宝/岩内克己監督）において、サッカーの試合のロケが行われた。
- 三ツ沢公園全体は横浜市神奈川区にあるが、同球技場のバックスタンドの裏にあった古河電工の社宅（現在は横浜市立市民病院敷地）は西区、南側（アウェー側ゴール裏）サイドスタンドの裏手の住宅地は保土ケ谷区となる、3区の境界地帯にある。なお、この古河電工社宅に、川淵三郎などのサッカー部所属社員選手も住んでいた。また、小倉純二は三ツ沢の社宅に住んだ事がきっかけとなってサッカーとの関係を持ち、川淵と同じく日本サッカー協会の会長まで務めた。

### 注記
1. ↑  ただし、フリューゲルスは長崎県・熊本県・鹿児島県の九州3県を準ホームタウンとし、主催試合を各県で行った。それ以外にも、マリノスやフリューゲルスは神奈川県外で主催試合を行う例があった。また、古河電工はジェフ市原となって千葉県市原市の市原臨海競技場を本拠地に選んだ。
2. ↑  この「かながわ・ゆめ国体」では、ラグビー競技が三ツ沢球技場を中心に行われた。
3. ↑  W杯では決勝戦の開催地となった。
4. ↑  ただし、両チームが対戦する2度の横浜ダービーはいずれも横浜国際で開催され、特にマリノス主催の3月21日はJリーグでの同競技場初使用となった。
5. ↑  フリューゲルスは第78回天皇杯で優勝し、決勝戦の1999年1月1日（国立競技場）が最終戦
6. ↑  2004年のAFCチャンピオンズリーグでもF・マリノスは三ツ沢と横浜国際が併用したが、三ツ沢で行った城南一和天馬戦では同クラブ系列の統一協会の信徒がアウェー側席に多く来場し、城南を応援した事もあった。
7. ↑  2005年にはF・マリノスの親会社でもある日産自動車が同競技場の命名権を取得し、「日産スタジアム」として広告面の相乗効果が図られた。
8. ↑  現在は会長。なお、奥寺は古河電工出身で、三ツ沢の社宅にも住んでいた経験がある。
9. ↑  フリューゲルスの消滅と横浜FCでの現役引退を共にチーム主将として経験し、2012年に横浜FCの監督に就任した山口素弘は、監督就任後の初練習の際に「引退時に『管理人でも…』と望んだ」場所としたニッパツ三ツ沢球技場について『選手として始まったのも終わったのも三ツ沢。監督としての最初の試合が三ツ沢というのは高揚感がある』と語った記事が掲載された。「横浜FC 山口新監督で始動「3つのS」でチーム再建」『スポニチアネックス』2012年3月23日。2024年12月7日閲覧。
10. ↑  同年4月25日の公式戦初試合(JFL)は横浜国際で行った。三ツ沢球技場での初戦は5月3日の水戸ホーリーホック戦で、横浜FCの公式戦初勝利ともなった。この年は横浜市内では他に神奈川県立保土ヶ谷公園サッカー場でも1試合行っている
11. ↑  ただし、芝生の養生期間（後述）では国立霞ヶ丘競技場や国立西が丘サッカー場（味の素フィールド西が丘）などでの開催も行われる。
12. ↑  改修工事が行われていた2009-2010シーズンのみは開催無し。2010-2011シーズン以降は年1試合で固定。なお、ラグビートップリーグはJリーグほどの厳密な本拠地制がないため、主催試合開催チームはシーズンにより異なる。2012-2013シーズンはキヤノンイーグルスが主催試合を開催。
13. ↑  他に芝生養生期間での国立開催など。
14. ↑  2009年は4試合
15. ↑  東日本大震災の影響を受けた2011年の実開催数を含む。J1リーグ戦も同じ。
16. ↑  条件を満たしていなくてもリーグ戦出場に必要なクラブライセンスは交付されるが、そのスタジアムを本拠地とするクラブに対して制裁を科す事実上の条件付き交付案件。